# Karel Anton Rombach
Karel Anton Rombach (Molenaarsgraaf, 24 mei 1812 - Rotterdam, 24 april 1891) was een Nederlands politicus en Thorbeckiaans Tweede Kamerlid.
Rombach was een medicus, die als geneesheer en verloskundige in Hellevoetsluis werkte. Daarna was hij in Leiden actief in diverse besturen. Op politiek gebied was hij van 1865 tot 1869 Statenlid en van 1869 tot 1884 Tweede Kamerlid voor het kiesdistrict Brielle. In de Kamer was Rombach de deskundige op het gebied van volksgezondheid. Daarnaast hield hij zich als Kamerlid met uiteenlopende zaken bezig en diende hij een (verworpen) initiatiefvoorstel over het ijken van gasmeters in.

## Tweede Kamer
| Periode                               | Kiesdistrict |
| ------------------------------------- | ------------ |
| 21 september 1869 t/m 11 oktober 1884 | Brielle      |